# Allie B. Latimer
Allie B. Latimer (Coraopolis, 16 febbraio 1928) è una politica statunitense; è stata la prima donna e la prima afroamericana a ricoprire la carica di consigliere generale di una grande agenzia federale degli Stati Uniti. Nel suo lavoro di adeguamento del governo alla Legge sui Diritti Civili del 1964, ha fondato e sviluppato la Federally Employed Women (FEW) e ha lavorato per porre fine alla discriminazione di genere nei posti di lavoro del settore pubblico durante i suoi oltre 40 anni di carriera. Secondo la National Women's Hall of Fame, “Le numerose realizzazioni e attività della FEW hanno avuto un impatto sul posto di lavoro federale e hanno contribuito a migliorare le condizioni di lavoro per tutti”.

## Primi anni
Allie B. Latimer nacque il 16 febbraio 1928 a Coraopolis, in Pennsylvania, e crebbe in Alabama. Era figlia di un'insegnante e di un imprenditore edile. Dopo il diploma di scuola superiore, la Latimer ha conseguito il Bachelor of Arts presso l'Hampton Institute (Hampton University). Subito dopo fece due anni di volontariato con l'American Friends Service Committee, lavorando nelle carceri e negli istituti psichiatrici. Partecipò al tentativo di desegregazione dell'ospedale statale del New Jersey a Vineland e all'integrazione di una comunità suburbana fuori Filadelfia, in Pennsylvania.
In seguito si iscrisse alla Howard University School of Law e conseguì il titolo di Juris Doctor nel 1953. Nel 1958 ha conseguito un Master of Legal Letters presso la Università Cattolica d'America Columbus School of Law e ha ottenuto un Master of Divinity e un Doctor of Ministry presso la Howard University School of Divinity.

## Attività religiosa
Nel 1969 fu ordinata anziana presso la Northeastern Presbyterian Church di Washington. Ha viaggiato in più di cinquanta Paesi per partecipare a varie conferenze sulla Chiesa.

## Attivismo per i diritti civili
Avvocato, attivista per i diritti civili e umanitari, Allie B. Latimer ha creato la Federally Employed Women (FEW) nel 1968 e ne è stata la presidente fondatrice fino al 1969. L'organizzazione è nata come uno sforzo di base a sostegno delle pari opportunità per tutti. Ad oggi, la FEW conta più di duecento sezioni in tutto il Paese. I risultati ottenuti dalla FEW hanno avuto un impatto sul posto di lavoro federale e hanno contribuito a migliorare le condizioni di lavoro di tutti i dipendenti federali, oltre a costituire un modello per altri ambienti di lavoro.
In un articolo pubblicato nel 1973 sul Chicago Defender si legge che Latimer “ha dimostrato competenza professionale” e ha “reso un servizio eccellente all'agenzia”. Un articolo del The Washington Post scriveva che la “GSA sta diventando l'agenzia leader nel programma di mobilità ascendente per le donne”.
Nel 1977 la dott.ssa Allie Latimer è diventata consigliere generale della General Services Administration (GSA) ed è stata la prima donna e la prima afroamericana a ricoprire il ruolo di consigliere generale di una delle principali agenzie federali degli Stati Uniti.

## Premi
Nel 2005 ha conseguito il premio Foremother dal National Center for Health Research. Nel 2009 Allie B. Latimer è stata inserita nella National Women's Hall of Fame.